# Herculis 2019
Meeting Herculis 2019 byl lehkoatletický mítink, který se konal 12. července 2019 v Monaku. Byl součástí série mítinků Diamantová liga. 

## Výsledky

### Muži
| Disciplína             | 1. místo                    | 2. místo                          | 3. místo                    |
| Běh na 100 m           | Justin Gatlin 9,91          | Noah Lyles 9,92                   | Michael Rodgers 10,01       |
| Běh na 400 m           | Steven Gardiner 44,51       | Abderrahman Samba 45,00           | Nathan Strother 45,54       |
| Běh na 800 m           | Nijel Amos 1:41,89          | Ferguson Cheruiyot Rotich 1:42,54 | Amel Tuka 1:43,62           |
| Běh na 1500 m          | Timothy Cheruiyot 3:29,97   | Jakob Ingebrigtsen 3:30,47        | Ronald Musagala 3:30,58     |
| Běh na 3000 m překážek | Soufiane El Bakkali 8:04,82 | Benjamin Kigen 8:05,12            | Getnet Wale 8:05,52         |
| Skok o tyči            | Piotr Lisek 602 cm          | Armand Duplantis 592 cm           | Thiago Braz da Silva 592 cm |
| Trojskok               | Christian Taylor 17,82 m    | Will Claye 17,75 m                | Pedro Pichardo 17,38 m      |
| Hod oštěpem            | Andreas Hofmann 87,84 m     | Magnus Kirt 87,47 m               | Thomas Röhler 86,04 m       |

### Ženy
| Disciplína            | 1. místo                     | 2. místo                   | 3. místo                     |
| Běh na 200 m          | Shaunae Millerová-Uibo 22,09 | Elaine Thompsonová 22,44   | Dafne Schippersová 22,45     |
| Běh na 800 m          | Ajee Wilsonová 1:57,73       | Natoya Gouleová 1:57,90    | Laura Muirová 1:58,42        |
| Běh na 100 m překážek | Kendra Harrisonová 12,43     | Danielle Williamsová 12,52 | Christina Clemonsová 12,62   |
| Běh na 400 m překážek | Sydney McLaughlinová 53,32   | Ashley Spencerová 54,46    | Zuzana Hejnová 54,55         |
| Skok vysoký           | Marija Lasickeneová 200 cm   | Mirela Demirevová 194 cm   | Nicola McDermottová 194 cm   |
| Trojskok              | Yulimar Rojasová 14,98 m     | Liadagmis Poveaová 14,71 m | Shanieka Rickettsová 14,67 m |